# فاسد (فیلم ۱۹۹۹)
«فاسد» (انگلیسی: Corrupt (1999 film)) یک فیلم به کارگردانی آلبرت پایون است که در سال ۱۹۹۹ منتشر شد.